# La Déclaration d'indépendance (Trumbull)
Pour les articles homonymes, voir La Déclaration d'indépendance.
La Déclaration d'indépendance (titre original en anglais : Declaration of Independence) est un tableau de John Trumbull réalisé entre 1817 et 1819 et dépeignant la présentation d'un projet de la Déclaration d'indépendance des États-Unis au Second Congrès continental par la Commission des Cinq.

## Inspiration et sujet
Il est basé sur une version beaucoup plus petite de la même scène, actuellement détenue par la Yale University Art Gallery. L'œuvre a été commandée en 1817, achetée en 1819 et placé dans la rotonde du Capitole des États-Unis en 1826.
Il ne s'agit pas de la signature de la Déclaration d'indépendance des États-Unis mais la présentation d'un projet de cette déclaration au Second Congrès continental par la Commission des Cinq (John Adams, Benjamin Franklin, Thomas Jefferson, Robert Livingston et Roger Sherman), un événement qui a eu lieu le 28 juin 1776.
La peinture montre 42 des 56 signataires de la déclaration et Trumbull a décidé de représenter plusieurs participants au débat qui n'ont pas signé le document, comme John Dickinson qui avait refusé de le signer.

## Postérité
Le tableau est repris sur le revers du billet de 2 dollars américain.

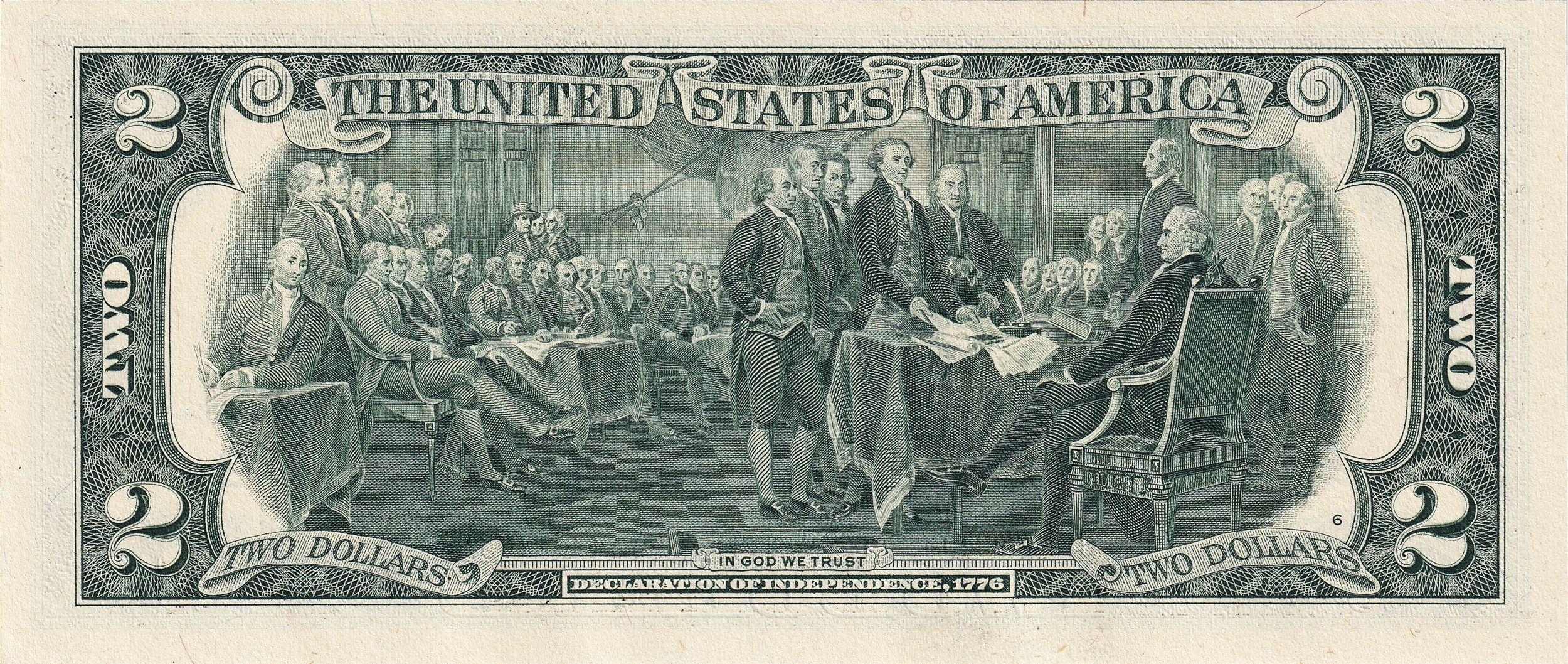
Revers du billet de 2 dollars américain.

## Source de la traduction
- (en) Cet article est partiellement ou en totalité issu de l’article de Wikipédia en anglais intitulé « Trumbull's Declaration of Independence » (voir la liste des auteurs).